# Jameela Jamil
Jameela Alia Burton-Jamil, född 25 februari 1986 i London, är en brittisk skådespelare och radioprogramledare.
Hennes föräldrar kommer från Indien och Pakistan.
Jamil var programledare på de brittiska radiostationerna Channel 4 och BBC Radio 1 under flera år innan hon bestämde sig för att byta inriktning på sin karriär och satsa på skådespeleri. Utan att ha någon tidigare erfarenhet som skådespelare flyttade Jamil till Los Angeles och fick en av huvudrollerna i komediserien The Good Place.
Sedan 2015 har hon ett förhållande med musikern James Blake.
Jamil spelar skurken Titania i Disney+-serien She-Hulk: Attorney at Law baserad på figuren med samma namn.